# La Grandville
Ne doit pas être confondu avec Granville.
La Grandville est une commune française située dans le département des Ardennes, en région Grand Est.

## Géographie
| Aiglemont            | Neufmanil     | Gespunsart |
| Aiglemont            | La Grandville | Gespunsart |
| Charleville-Mézières | Saint-Laurent | Gernelle   |

### Hydrographie
La commune est dans le bassin versant de la Meuse au sein du bassin Rhin-Meuse. Elle est drainée par le ruisseau la Vrigne, le ruisseau des Trois Fontaines, le ruisseau du Hon et le ruisseau la Fagne,.
Le ruisseau la Vrigne, d'une longueur de 17 km, prend sa source dans la commune de Gespunsart et se jette  dans la Meuse à Vrigne-Meuse, après avoir traversé sept communes.

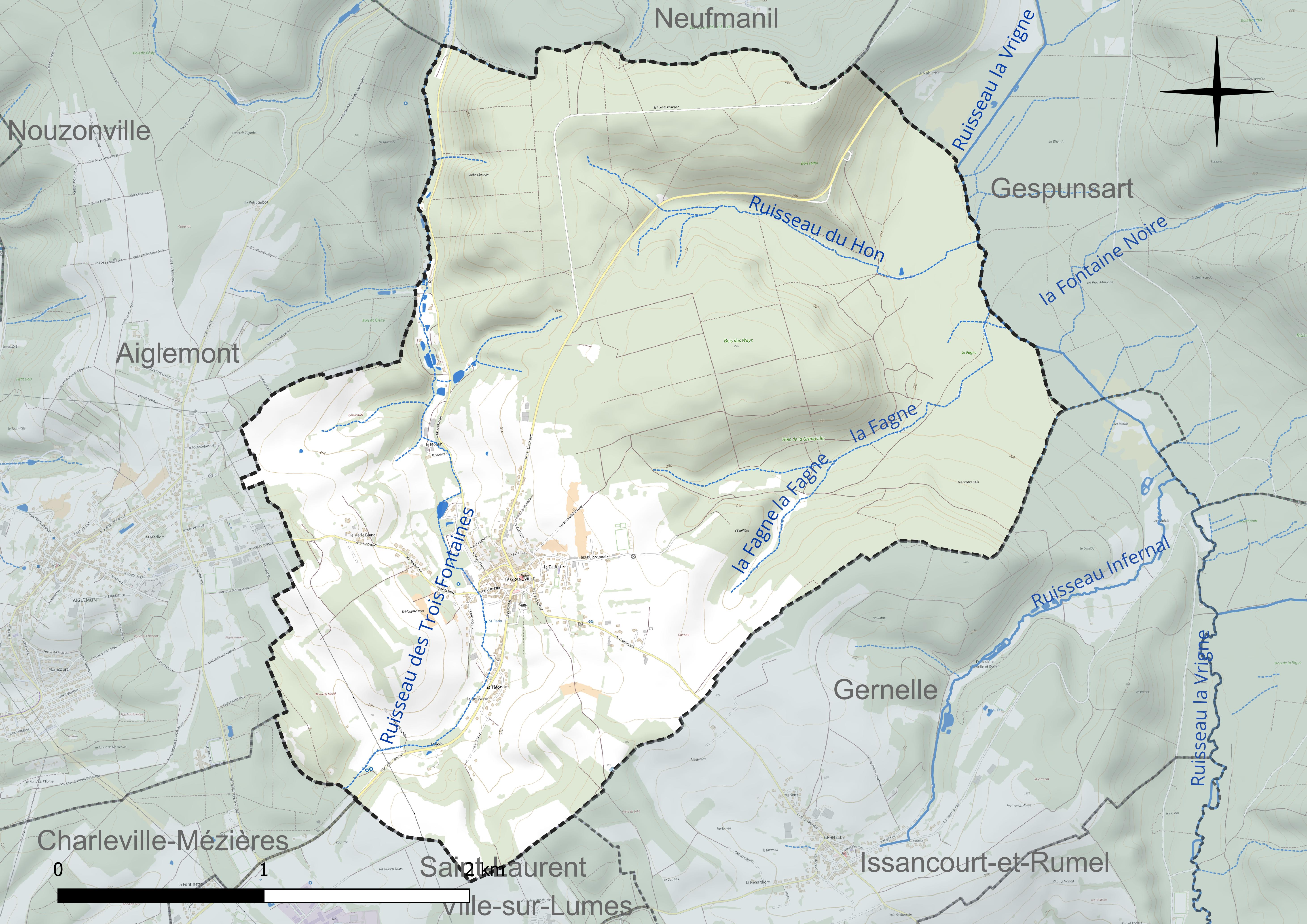
Réseau hydrographique de la Grandville.

### Climat
Pour des articles plus généraux, voir Climat du Grand Est et Climat des Ardennes.
En 2010, le climat de la commune est de type climat de montagne, selon une étude du Centre national de la recherche scientifique s'appuyant sur une série de données couvrant la période 1971-2000. En 2020, Météo-France publie une typologie des climats de la France métropolitaine dans laquelle la commune est exposée à un climat océanique altéré et est dans la région climatique Lorraine, plateau de Langres, Morvan, caractérisée par un hiver rude (1,5 °C), des vents modérés et des brouillards fréquents en automne et hiver.
Pour la période 1971-2000, la température annuelle moyenne est de 9,5 °C, avec une amplitude thermique annuelle de 15,4 °C. Le cumul annuel moyen de précipitations est de 1 042 mm, avec 14,3 jours de précipitations en janvier et 10,1 jours en juillet. Pour la période 1991-2020, la température moyenne annuelle observée sur la station météorologique de Météo-France la plus proche, « Charleville-Méz. », sur la commune de Charleville-Mézières à 6 km à vol d'oiseau, est de 9,9 °C et le cumul annuel moyen de précipitations est de 928,4 mm. 
La température maximale relevée sur cette station est de 39,2 °C, atteinte le 25 juillet 2019 ; la température minimale est de −17,5 °C, atteinte le 1er janvier 1997,,.
Les paramètres climatiques de la commune ont été estimés pour le milieu du siècle (2041-2070) selon différents scénarios d'émission de gaz à effet de serre à partir des nouvelles projections climatiques de référence DRIAS-2020. Ils sont consultables sur un site dédié publié par Météo-France en novembre 2022.

## Urbanisme

### Typologie
Au 1er janvier 2024, La Grandville est catégorisée bourg rural, selon la nouvelle grille communale de densité à 7 niveaux définie par l'Insee en 2022.
Elle est située hors unité urbaine. Par ailleurs la commune fait partie de l'aire d'attraction de Charleville-Mézières, dont elle est une commune de la couronne,. Cette aire, qui regroupe 132 communes, est catégorisée dans les aires de 50 000 à moins de 200 000 habitants,.

### Occupation des sols
L'occupation des sols de la commune, telle qu'elle ressort de la base de données européenne d’occupation biophysique des sols Corine Land Cover (CLC), est marquée par l'importance des forêts et milieux semi-naturels (63,9 % en 2018), une proportion identique à celle de 1990 (63,9 %). La répartition détaillée en 2018 est la suivante : 
forêts (63,9 %), prairies (20,1 %), zones agricoles hétérogènes (6,1 %), terres arables (5,7 %), zones urbanisées (4,2 %). L'évolution de l’occupation des sols de la commune et de ses infrastructures peut être observée sur les différentes représentations cartographiques du territoire : la carte de Cassini (XVIIIe siècle), la carte d'état-major (1820-1866) et les cartes ou photos aériennes de l'IGN pour la période actuelle (1950 à aujourd'hui).

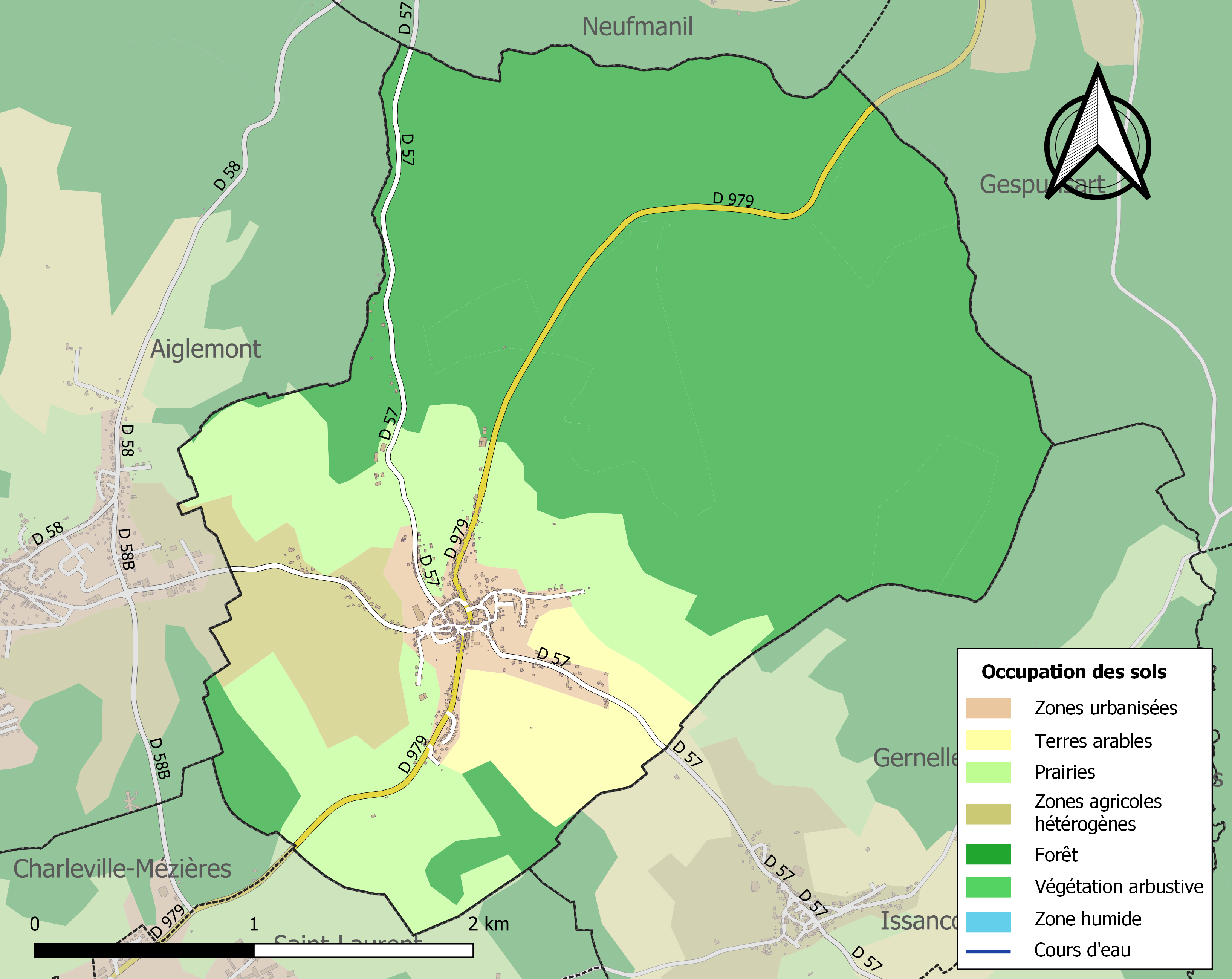
Carte des infrastructures et de l'occupation des sols de la commune en 2018 (CLC).

## Histoire
Au Moyen Âge, le fief est tenu par les seigneurs d'Orchimont. La seigneurie passe au XVIe siècle entre les mains des familles de Barbançon, de Suzanne, puis de Vielpont, avant d'entrer en possession de la famille de La Chevardière (déjà depuis longtemps implantée dans la région) en 1669, par le mariage d'Antoinette de Castignau avec Jean de La Chevardière. Cette famille prendra dans le courant du XVIIIe siècle le nom du village.
Depuis 1644, le village avait rang de paroisse du doyenné de Mézières, dont la présentation se faisait par le supérieur du séminaire de Reims.
Cette terre ne sera rattachée au royaume de France qu'en 1769 par le traité de Bruxelles. Un an plus tard en 1770, le Parlement de Metz rattachait le village à la souveraineté de Château-Regnault dans le département de la frontière de Champagne.

### Toponymie
Originellement, le village portait le nom de Cons-près-Mézières (Conx Juxta Maceris), et tire sans doute ce nom du bas latin cumba (la combe, la vallée).
L'origine du nom de La Grandville proviendrait de l'affranchissement de la localité. En 1229, suivant la coutume de Beaumont, les seigneurs d'Orchimont libèrent leur fief de toute servilité. Le village aurait dès lors été qualifié de « Cons, qu'on dit la grand ville ».
Cons-La-Grandville perd son nom complet en 1932 pour prendre celui de La Grandville, afin d'éviter la confusion avec le village homonyme de Cons-la-Grandville, en Meurthe-et-Moselle. D'autres villages de France portent par ailleurs des noms proches, comme Comps-la-Grand-Ville dans l'Aveyron, ou Cons-Sainte-Colombe en Haute-Savoie.

## Politique et administration

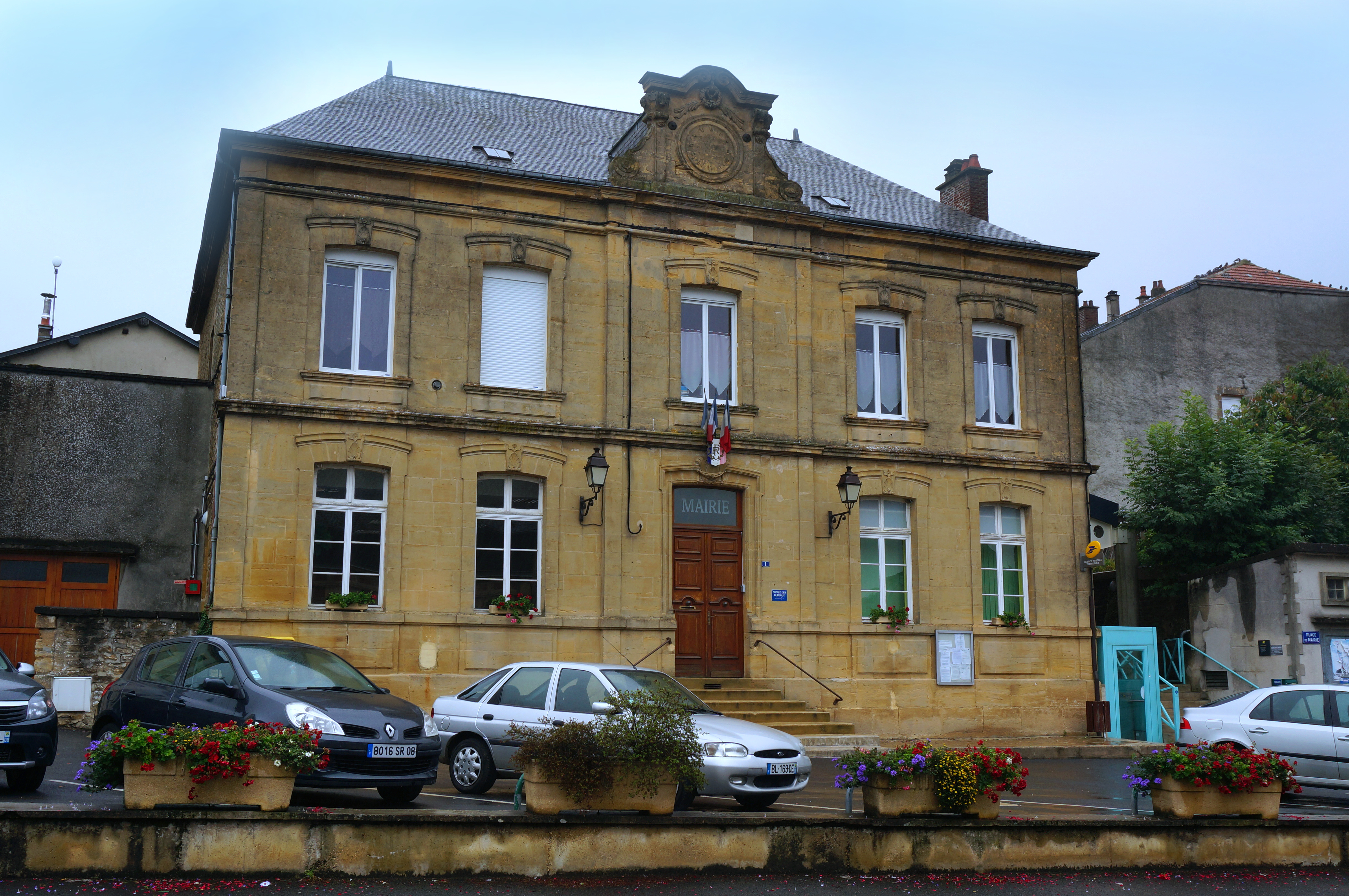
La mairie de La Grandville.

| Période                                  | Période   | Identité                             | Étiquette | Qualité |
| ---------------------------------------- | --------- | ------------------------------------ | --------- | ------- |
|                                          |           |                                      |           |         |
| 1800                                     | 1815      | Jean-Baptiste Michel                 |           |         |
| 1815                                     | 1831      | Nicolas Fagot                        |           |         |
| 1831                                     | 1863      | Nicolas Rogissart                    |           |         |
| 1863                                     | 1870      | Jean-Nicolas Moreau                  |           |         |
| 1870                                     | 1871      | Jean-Baptiste-Néry Plismy            |           |         |
| 1871                                     | 1881      | Séraphin Rogissart                   |           |         |
| 1881                                     | 1884      | Jean-Baptiste-Néry Plismy            |           |         |
| 1884                                     | 1888      | Jean-Baptiste-Aimé-Nicaise Bourgeois |           |         |
| 1888                                     | 1912      | Séraphin Rogissart                   |           |         |
| 1912                                     | 1916      | Armand Hénon                         |           |         |
| 1916                                     | 1917      | Auguste Flécheux                     |           |         |
| 1917                                     | 1918      | Eugène Gabriel                       |           |         |
| 1918                                     | 1920      | Armand Hénon                         |           |         |
| 1920                                     | 1922      | Albert Ninin                         |           |         |
| 1922                                     |           | Toussaint Constant                   |           |         |
|                                          |           |                                      |           |         |
|                                          |           | Max Labbé                            |           |         |
| juin 1995                                | mars 2008 | Paul Hanquez                         |           |         |
| mars 2008                                | mai 2020  | Denis Landart                        |           |         |
| mai 2020                                 | En cours  | Xavier Pêcheux                       |           |         |
| Les données manquantes sont à compléter. |           |                                      |           |         |

## Démographie
L'évolution du nombre d'habitants est connue à travers les recensements de la population effectués dans la commune depuis 1793. Pour les communes de moins de 10 000 habitants, une enquête de recensement portant sur toute la population est réalisée tous les cinq ans, les populations de référence des années intermédiaires étant quant à elles estimées par interpolation ou extrapolation. Pour la commune, le premier recensement exhaustif entrant dans le cadre du nouveau dispositif a été réalisé en 2007.

En 2022, la commune comptait 765 habitants, en évolution de −6,02 % par rapport à 2016 (Ardennes : −2,97 %, France hors Mayotte : +2,11 %).
| 1793 | 1800 | 1806 | 1821 | 1831 | 1836 | 1841 | 1846 | 1851 |
| ---- | ---- | ---- | ---- | ---- | ---- | ---- | ---- | ---- |
| 565  | 548  | 510  | 586  | 678  | 751  | 779  | 813  | 810  |

| 1866 | 1872 | 1876 | 1881 | 1886 | 1891 | 1896 | 1901 | 1906 |
| ---- | ---- | ---- | ---- | ---- | ---- | ---- | ---- | ---- |
| 749  | 749  | 757  | 753  | 787  | 713  | 716  | 684  | 756  |

| 1911 | 1921 | 1926 | 1931 | 1936 | 1946 | 1954 | 1962 | 1968 |
| ---- | ---- | ---- | ---- | ---- | ---- | ---- | ---- | ---- |
| 837  | 671  | 719  | 692  | 623  | 585  | 642  | 668  | 644  |

| 1975 | 1982 | 1990 | 1999 | 2006 | 2007 | 2012 | 2017 | 2022 |
| ---- | ---- | ---- | ---- | ---- | ---- | ---- | ---- | ---- |
| 550  | 659  | 683  | 679  | 770  | 783  | 836  | 795  | 765  |

## Culture locale et patrimoine

### Lieux et monuments
- Château de La Grandville : la tradition place un premier château féodal au lieu-dit Rond-Bois. Cette première demeure aurait été rasée pendant les Jacqueries, au XIVe siècle[18]. L'actuel château de La Grandville paraît avoir été construit au milieu du XVIIe siècle, peut-être en 1655. Il brûle entièrement en 1766, et est reconstruit en pierres de la région par Guillaume-François de La Chevardière de La Grandville entre 1766 et 1769. Ces travaux seront achevés par le fils, puis par le petit-fils de ce dernier (Antoine-César et Charles-Clair de La Chevardière de La Grandville, député royaliste des Ardennes sous le règne de Charles X, mort sans postérité en 1838 à Charleville-Mézières). Le château est toujours la propriété de leurs descendants.

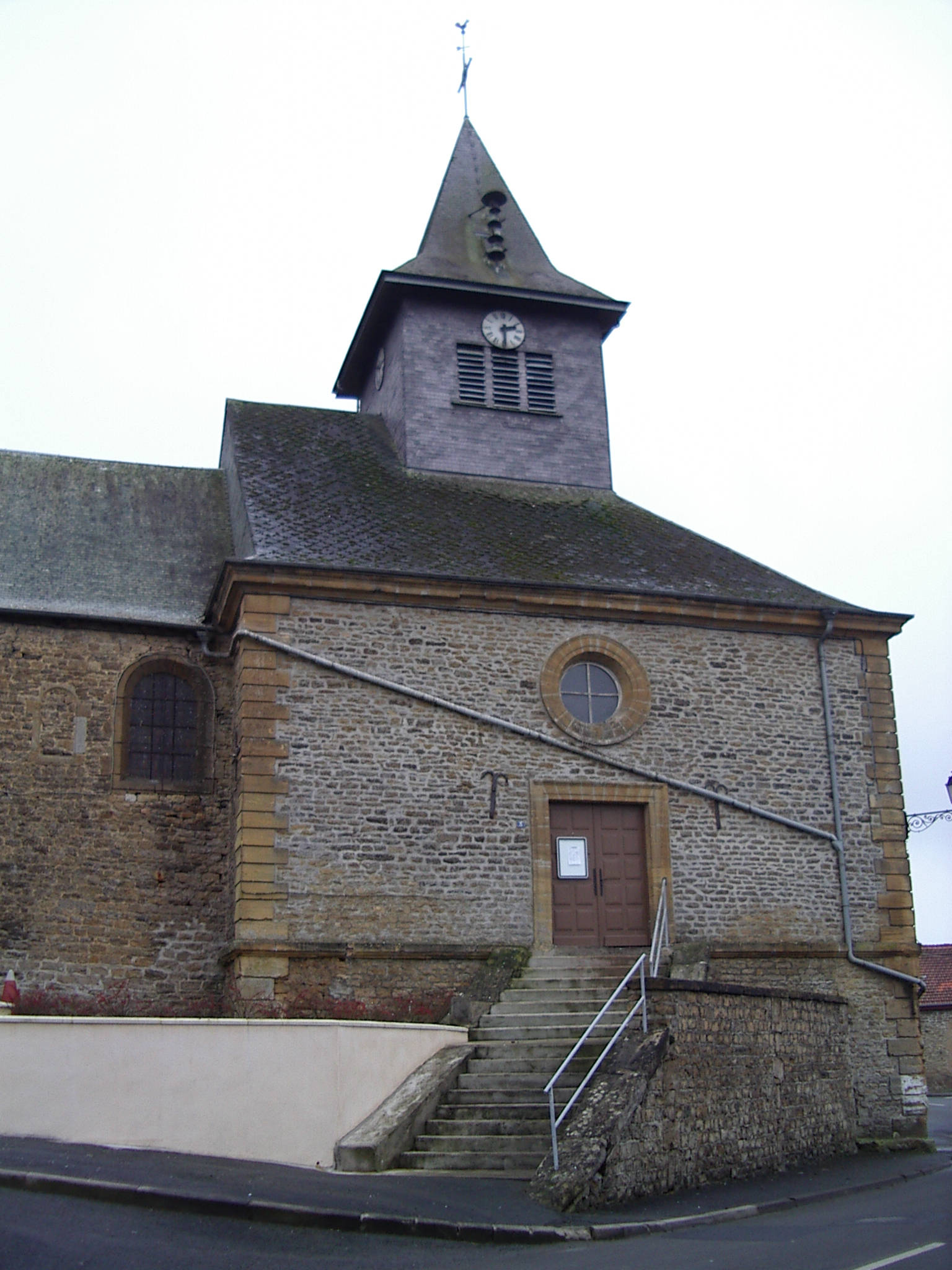
Église Saint-Nicolas : la tradition orale rapporte qu'elle aurait été bâtie en 1780, mais elle paraît plutôt remonter au Moyen Âge. Elle a été remaniée en 1830 et comprend plusieurs éléments anciens dans son mobilier : un panneau sculpté en bois ciré  représentant la Cène, la Visitation et l'Annonciation et provenant peut-être d'une abbaye (don de la famille de La Chevardière au XVIIe siècle), un maître-autel en pierre et marbre (début du XVIIIe siècle) et un tabernacle d'époque Louis XV. Les bancs, l'exposition en bois doré, un tableau représentant la Vierge en son Assomption, et un second tableau figurant saint Nicolas, datent également du XVIIIe siècle[25].  - Église Saint-Nicolas (entrée actuelle).
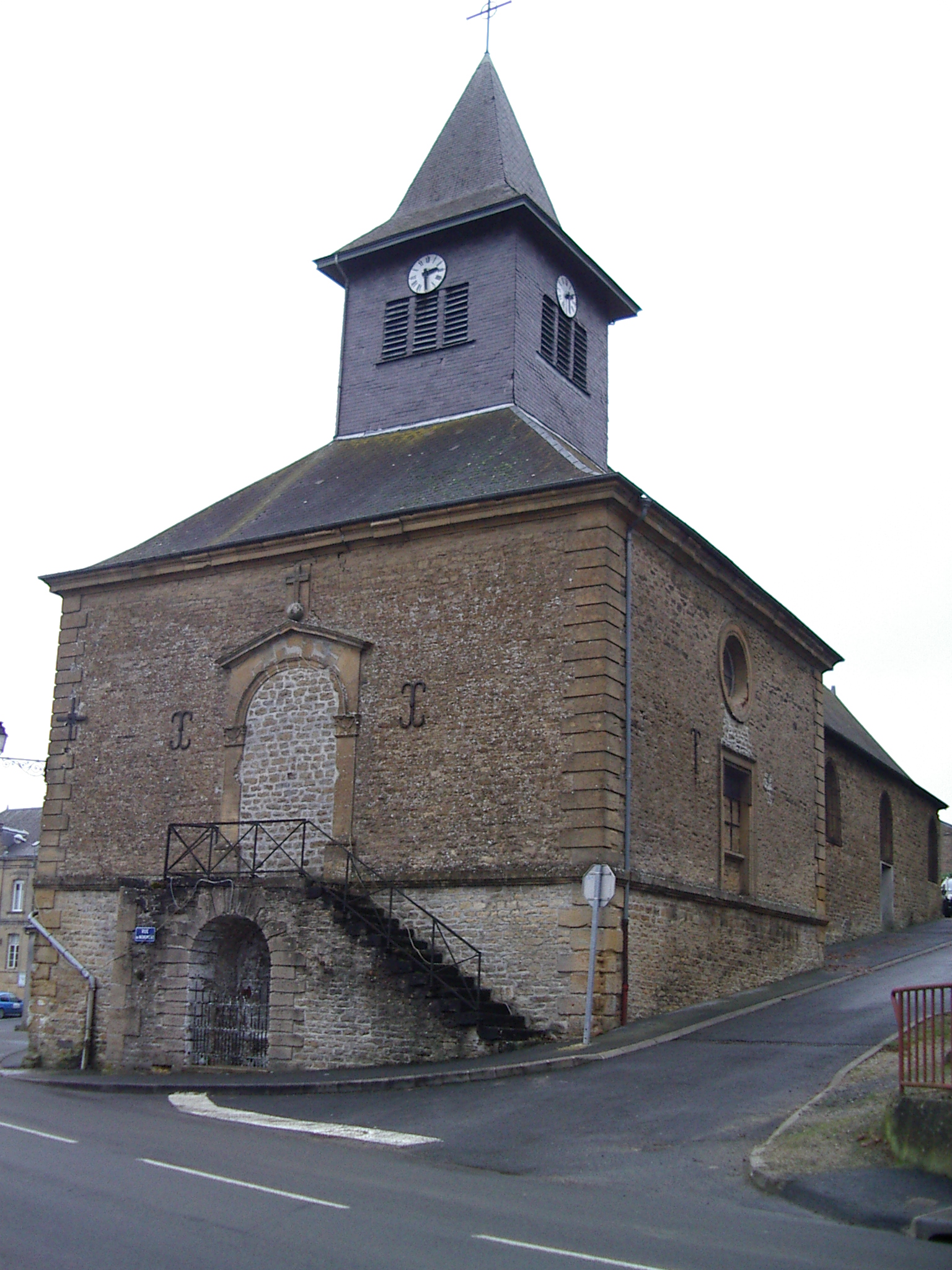
Église Saint-Nicolas (ancienne entrée colmatée).
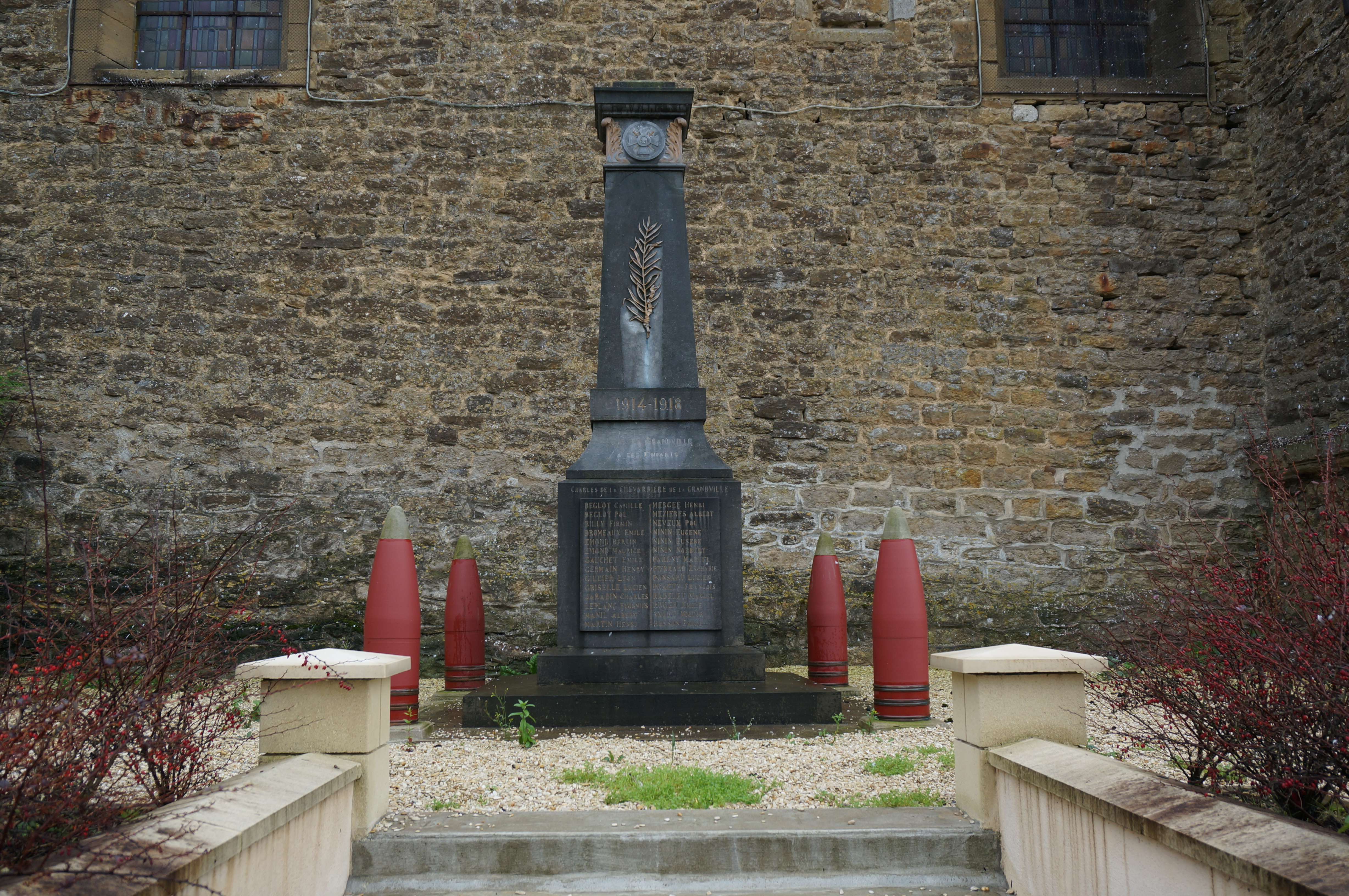
Monument aux morts.
  - Église Saint-Nicolas (ancienne entrée colmatée).
  - Monument aux morts.

### Faïencerie Carette
Des recherches historiques récentes ont démontré l'existence d'une éphémère activité faïencière de 1789 à 1795. Le promoteur en est Albert Ernest Carette, un faïencier, né à Tournai en 1753 et décédé à Cons en 1810. Il avait recruté plusieurs ouvriers transfuges d’autres centres faïenciers (Audun-le-Tiche, Les Islettes, Andenne et  Nevers). L’activité a été de courte durée et pour l’instant seule une pièce est connue. Il s’agit d’une écritoire rehaussée d’un décor de camïeu bleu dans le style Boch de Luxembourg-Septfontaines. De la faïence commune brune a peut-être aussi été fabriquée. Son rayonnement n’a dû être que local et ne concerner la région de Charleville-Mézières.

## Personnalités liées à la commune
- Claude Michel Cluny (1930-2015), poète, critique littéraire, critique cinématographique, nouvelliste et romancier, né dans la commune.

## Héraldique
| Blason de Grandville (La) | Blason  | De gueules à la bande d'argent chargée d'une feuille de fougère de sinople, côtoyée de deux cotices aussi d'argent, accompagnée de deux roues de quatre rayons d'or. |
| Blason de Grandville (La) | Détails | Le statut officiel du blason reste à déterminer. |

Ce blason a été adopté par décision du conseil municipal en date du 12 décembre 1997. Ses meubles rappellent les armes des seigneurs d'Orchimont (bande et double cotice), et celles de la famille de la famille de La Chevardière de La Grandville (fougère de sinople sur champ d'argent).